# Marta Ortega
Marta Ortega ou Marta Ortega Pérez, née en 1984, est une femme d'affaires espagnole. Elle est devenue la présidente d'Inditex le 1er avril 2022, remplaçant Pablo Isla, qui était président et PDG d'Inditex depuis 2011. Inditex est un puissant groupe textile espagnol, le plus grand groupe de prêt-à-porter au monde, connu notamment par les marques Zara, Pull&Bear, Bershka ou encore Stradivarius.

## Biographie
Elle est née en 1984, fille d'un second mariage d'Amancio Ortega, homme d'affaires espagnol, créateur notamment de la marque de vêtements Zara et fondateur du groupe textile international Inditex, et de Flora Pérez. Après avoir été une fille au pair en Grande-Bretagne, et avoir aussi participé à des compétitions équestres, elle étudie dans un établissement des Jésuites à La Corogne, et passe son baccalauréat en Suisse. Elle prolonge ensuite par des  études supérieures de commerce à l'European Business School London, une école privée située dans le Regent's Park,. Puis elle obtient un master à la London Business School.
À l'âge de 23 ans, elle rejoint Inditex, le groupe textile créé par son père. Elle y effectue dans un premier temps un parcours, pendant une quinzaine d'années, et travaille dans différents services et différents pays, y compris dans un des magasins que Zara possède dans le quartier londonien de Chelsea. Puis elle rejoint le siège d'Inditex à Arteixo, dans le département de design de mode, où elle travaille avec la responsable de collection Beatriz Padín,,. Marta Ortega est réputée bien maîtriser l'usage marketing des réseaux sociaux, pour avoir modifié l'image de marque de Zara et pour apparaitre fréquemment en public contrairement à son père toujours extrêmement discret. Elle a aussi chez Inditex un rôle important pour renforcer la créativité de ce groupe, grâce aux collaborations lancées ces dernières années avec par exemple, le photographe de mode américain Steven Meisel, le styliste britannique Karl Templer (en), le cinéaste italien Luca Guadagnino et l'actrice française Charlotte Gainsbourg.
Fin novembre 2021, elle est officiellement désignée pour prendre la présidence du groupe Inditex à partir du 1er avril 2022, succédant à un patron américain, Pablo Isla, qui a effectué d'une certaine façon l'intérim pendant une dizaine d'années entre son père et elle.  Annoncée depuis plusieurs années, sa nomination a été avancée, peut-être en raison de l'âge de son père souhaitant mettre en place la future gouvernance de ce groupe de son vivant. Elle reprend le groupe au moment où « les comptes sont en ordre », réalisant une vingtaine de milliards d'euros de chiffre d'affaires.
Elle est classée 32e sur la liste des femmes les plus puissantes de Fortune en 2023.
Inditex possède environ 7 500 boutiques dans le monde, avec notamment huit marques : Zara, Massimo Dutti, Bershka, Uterqüe, Pull and Bear, Stradivarius, Oysho et Zara Home.